# Vertisuolo

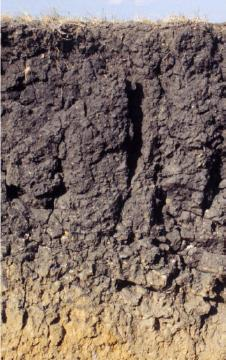
Crepacciature in un vertisuolo, Texas.

I vertisuoli (dal latino vertere, rivoltare) sono una particolare tipologia di suoli in cui la abbondante presenza di particolari tipi di minerali argillosi (argille espandibili) determina espansioni e contrazioni del terreno in condizioni, rispettivamente, di clima umido e secco.
Le contrazioni, caratteristiche del periodo secco, provocano l'apertura di larghe fessurazioni nelle quali cadono particelle, sia minerali che di sostanza organica; questo "rimescolamento"  determina una relativa omogeneizzazione del profilo del suolo (aploidizzazione), oltre al prodursi di particolari strutture, come facce di scivolamento (in inglese slickensides) e gilgai.
I vertisuoli sono generalmente suoli piuttosto ricchi e perciò adatti per l'agricoltura; avendo un elevato contenuto in argilla hanno però grossi problemi di ristagno idrico, pertanto necessitano di particolari modalità di irrigazione. I continui rigonfiamenti e contrazioni, inoltre, rappresentano un grosso stress meccanico per le radici delle piante.
Sono suoli azonali, diffusi per la maggior parte nelle aree calde del pianeta (Australia, India, Africa subsahariana); tradizionalmente, assumono le denominazioni più disparate a seconda dei luoghi.

## Processi pedogenetici
Si indica con il nome di vertisolizzazione (conosciuto anche con il nome di pedoturbamento) un processo pedologico che porta ad una omogeneizzazione del profilo tramite movimenti verticali meccanici.

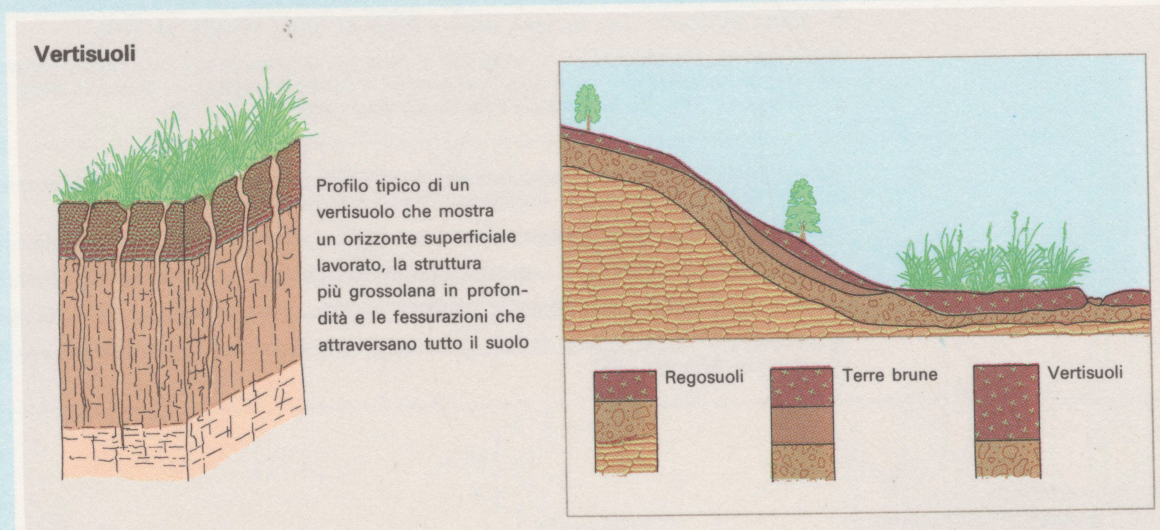

I suoli interessati da questo processo sono contraddistinti dalla neoformazione di argilla, ed in particolare delle argille a reticolo espandibile; si tratta di minerali argillosi (montmorillonite, vermiculite) che riescono ad assorbire acqua e a rigonfiarsi, "sgonfiandosi" poi in seguito all'instaurarsi di condizioni di maggiore aridità. Nei periodi umidi il suolo aumenta di volume, in parecchi casi gonfiandosi, con produzione di piccoli rilievi detti gilgai; quando la quantità di acqua disponibile diminuisce, questa viene "rilasciata" dalle argille e il suolo diminuisce il suo volume fino alla comparsa di crepacciature entro cui precipitano particelle di suolo. Si ha in questo modo un rimescolamento periodico (chiamato da alcuni auto-aratura, o, in inglese, self-plowing).
In un suolo, normalmente, la sostanza organica stabile, umificata, di colore nero, è più abbondante in superficie; l'apertura di crepacciature ne provoca la caduta verso le parti basse del profilo, provocando un iscurimento (melanizzazione) fino a notevoli profondità.
I suoli vertici sono azonali, dal momento che derivano solo da caratteristiche del materiale parentale e dalla situazione topografica del sito; in particolare, la loro formazione è favorita dalla presenza di rocce la cui alterazione produce abbondanti cationi (come ad esempio i basalti) e da situazioni morfologiche che favoriscono l'accumulo di prodotti di alterazione dilavati (ad esempio, le zone ai piedi di basse alture). Si possono sviluppare in qualsiasi tipo di clima, anche se si ritrovano preferenzialmente nei climi caldi con accesi contrasti stagionali; sono piuttosto diffusi al mondo, e assumono localmente le denominazioni più diverse. Le classificazioni WRB e Soil Taxonomy li identificano nell'ordine dei Vertisol.